# Кольб, Александр Христофорович
Александр Христофорович Кольб (нем. Alexander Wilhelm Kolb; 1819—1877/1878) — художник-акварелист и архитектор, академик перспективной живописи Императорской Академии художеств.

## Биография
Родился 30 мая (11 июня) 1819 года.
Первоначальное образование получил в Петершуле. Затем учился в Императорской Академии художеств (1838—1845). Был зачислен в академисты 2-й степени Академии художеств (1838). Принят в число вольноприходящих учеников Академии (1841). Ученик А. П. Брюллова. Получил малую и большую серебряные медали от Академии художеств (1842). Получил звание неклассного художника (1842). Получил звание классного художника (1845). Получил звание «назначенного в академики» (1849). Было присвоено звание академика перспективной живописи (1853) за картины «Внутренний вид дворцовой базилики Св. Петра в Палермо» (Capella Palatina) и «Наружный вид церкви Св. Василия Блаженного в Москве».
После окончания Академии художеств провёл 6 лет в заграничной пенсионерской поездке: посетил Германию, Италию, Францию, Египет и другие страны. Везде делал перспективные виды достопримечательностей, которые привёз в Россию. Для Николая I выполнил заказ: внутренний вид Монреальского собора. В России он поступил на должность архитектора при Инженерном департаменте Военного министерства. Помимо казённых работ выполнял частные заказы.
В 1859 году оставил службу, не оставляя частные заказы. В Царском Селе строил частные дачные деревянные дома.
Умер 26 декабря 1877 (7 января 1878) года в чине статского советника. Похоронен на Смоленском лютеранском кладбище.
- Акварельные работы А. Х. Кольба (промышленные здания)
- Дебаркадер Николаевского вокзала в Санкт-Петербурге
- Круглое локомотивное депо Николаевской железной дороги
- Станция 2 класса Николаевской железной дороги
- Паровая водокачка Николаевской железной дороги
- Вагонный сарай Николаевской железной дороги
- Станция Тверь Николаевской железной дороги

- Акварельные работы А. Х. Кольба (интерьеры)
- Зимний дворец. Золотая гостиная
- Малый Эрмитаж. Павильонный зал
- Эрмитаж. Кабинет графа Строганова
- В Успенском соборе Московского кремля
- Зимний дворец (интерьер)